# Jacques Champion de Chambonnières
Jacques Champion de Chambonnières, född omkring 1602, död 1672, var en fransk tonsättare, organist och cembalist.
Chambonnières skrev en rad betydande kompositioner för cembalo, utgivna 1620. Flera av tidens berömda cembalister var hans lärjungar.